# Лакуан Нейрн
Лакуан Нейрн (англ. LaQuan Nairn, нар. 31 липня 1996) — багамський легкоатлет, який спеціалізується в стрибках у довжину.

## Спортивні досягнення
Чемпіон Ігор Співдружності у стрибках у довжину (2022).
Учасник змагань зі стрибків у довжину на чемпіонаті світу (2022), де не пройшов далі кваліфікаційного раунду.
Рекордсмен Багамських Островів зі стрибків у довжину в приміщенні.
На початку кар'єри виступав також у стрибках у висоту, в яких був 5-м на чемпіонаті світу серед юнаків у Донецьку.